# Manavgatspor
Manavgat Evrensekispor ist ein Fußballverein aus der Kleinstadt Evrenseki, welche dem Landkreis Manavgat der südwesttürkischen Provinz Antalya angehört. Die Mannschaft spielt derzeit in der TFF 3. Lig.

## Geschichte
Der Verein wurde ursprünglich im Jahre 2009 unter dem Namen Evrensekispor gegründet. Ein Jahr später wurde der Klub in Manavgat Evrensekispor umbenannt, da der Vorstand die Herkunft aus der Stadt Manavgat verdeutlichen wollte. Aus diesem Grund gilt auch 2010 als das offizielle Gründungsjahr des Vereins.
In der zweiten Saison 2010/11 nach der Neugründung des Vereins wurde man auf Anhieb Meister der neu eingeführten Bölgesel Amatör Lig und schaffte dadurch den Sprung in die professionelle TFF 3. Lig. In den darauffolgenden zwei Spielzeiten sicherte man sich jeweils einen einstelligen Tabellenplatz im Mittelfeld der Liga.